# أكيرا موري
أكيرا موري (باليابانية: 森朗) (و. 1959 – م) هو مذيع الطقس، من اليابان، ولد في طوكيو.

## التعليم
تعلم في جامعة كيئو.